# Úherce (Dobrovice)
Úherce (v místním nářečí Ouřece) jsou vesnice v okrese Mladá Boleslav, část obce Dobrovice. Nachází se 1,5 kilometru východně od Dobrovice.

## Název
Název vesnice je odvozen z označení obyvatele Uher. V historických pramenech se jméno objevuje ve tvarech: Vgretz (1274), in Whercicz (1376), Vhercze (1384), in Vhorziczich (1410), Úherce (1420), Ouřece (1638) a Auržecz (1790). V místním nářečí je přitom používán právě tvar Ouřece.

## Historie
První písemná zmínka o vesnici pochází z roku 1274.
Od roku 1850, kdy vznikly obce jako samosprávné celky, byly Úherce samostatnou obcí. Od 1. ledna 1980 je vesnice součástí města Dobrovice.

## Osobnosti
- Narodil se zde Jan Fadrhons (1910–1963), dirigent a hudební skladatel, na jehož počest se každoročně koná festival dechových hudeb Fadrhonsova Dobrovice.
- Narodila se zde Jana Volfová (1934–2021), středoškolská pedagožka (např. Akademické gymnázium ve Štěpánské ulici v Praze 1) a publicistka a spisovatelka: popularizátorka dějin (např. kniha Českých dějin hrátky ošidné).